# Minotaur-C
A Minotaur-C, korábban Taurus vagy Taurus XL szilárd hajtóanyagú hordozórakéta, melyet az Amerikai Egyesült Államokban, az 1990-es évek közepén fejlesztett ki és kezdett gyártani az Orbital Sciences Corporation. A négyfokozatú hordozórakéta a Pegasus hordozórakétán alapul, első fokozata pedig az LGM–118 Peacekeeper (MX) interkontinentális ballisztikus rakétáéval megegyező.
2013-ban indították első alkalommal a nagyobb teherbírású változatát, a Taurus II (vagy más néven Antares) hordozórakétát, amely új, folyékony hajtóanyagú első fokozatot kapott.

## Indítások
| Sorszám | Dátum, időpont (GMT) | Teher, megrendelő                 | Starthely                 | Eredmény   | Megjegyzés                           |
| ------- | -------------------- | --------------------------------- | ------------------------- | ---------- | ------------------------------------ |
| 1.      | 1994. március 13.    | STEP Mission 0, DARPASAT          |                           | Sikeres    |                                      |
| 2.      | 1998. február 10.    | GFO, ORBCOMM                      |                           | Sikeres    |                                      |
| 3.      | 1998. október 3.     | Space Technology Experiment (NRO) |                           | Sikeres    |                                      |
| 4.      | 1999. december 20.   | KOMPSAT, ACRIMSAT                 |                           | Sikeres    |                                      |
| 5.      | 2000. március 12.    | Multispectral Thermal Imager      |                           | Sikeres    |                                      |
| 6.      | 2001. szeptember 21. | Orbview-4, QuickTOMS              |                           | Sikertelen |                                      |
| 7.      | 2004. május 20.      | ROCSAT-2                          |                           | Sikeres    |                                      |
| 8.      | 2009. február 24.    | OCO                               | Vandenberg légitámaszpont | Sikertelen |                                      |
| 9.      | 2011. március 4.     | Glory                             | Vandenberg légitámaszpont | Sikertelen | A rakéta orrkúpborítása nem vált le. |
| 10.     | 2017. október 31.    | SkySat (6 db), Flock−3m (4 db)    | Vandenberg légitámaszpont | Sikeres    |                                      |

## Lásd még
- Antares (hordozórakéta)